# Meridiano 127 oeste
El meridiano 127 oeste de Greenwich es una línea de longitud que se extiende desde el Polo Norte atravesando el océano Ártico, América del Norte, el océano Pacífico, el océano Antártico y la Antártida hasta el Polo Sur.
El meridiano 127 oeste forma un gran círculo con el meridiano 53 este.
Comenzando en el Polo Norte y dirigiéndose hacia el Polo Sur, el meridiano 127 oeste pasa a través de:
| Coordenadas                         | País, territorio o mar       | Notas                                                   |
| ----------------------------------- | ---------------------------- | ------------------------------------------------------- |
| 90°0′N 127°0′O / 90.000, -127.000   | Océano Ártico                |                                                         |
| 75°43′N 127°0′O / 75.717, -127.000  | Mar de Beaufort              |                                                         |
| 71°12′N 127°0′O / 71.200, -127.000  | Golfo de Amundsen            |                                                         |
| 70°6′N 127°0′O / 70.100, -127.000   | Canadá                       | Territorios del Noroeste Yukón Columbia Británica       |
| 50°50′N 127°0′O / 50.833, -127.000  | Estrecho de la Reina Carlota |                                                         |
| 50°40′N 127°0′O / 50.667, -127.000  | Canadá                       | Columbia Británica - Malcolm Island e Isla de Vancouver |
| 49°51′N 127°0′O / 49.850, -127.000  | Océano Pacífico              |                                                         |
| 60°0′S 127°0′O / -60.000, -127.000  | Océano Antártico             |                                                         |
| 73°41′S 127°0′O / -73.683, -127.000 | Antártida                    | Territorio no reclamado                                 |